# Cheryl Sorenson
Cheryl Elaine Sorenson (Portland, Oregon, 1980. március 18. –) amerikai kosárlabdaedző, a Portland Pilots egykori vezetőedzője.

## Fiatalkora
Szülei Linda és Charles Sorenson, egy idősebb testvére van. A Clackamas High Schoolban az atlétika-, kosárlabda- és röplabda-válogatottak tagja volt, és elnyerte az All-America elismerést. Az intézményben hét rekordot állított fel. Ösztöndíjjal beiratkozott a Washingtoni Egyetemre, ahol a kosárlabdacsapat tagjaként mérkőzésenként átlagosan tíz percet játszott. Második szezonjában októberben megsérült, majd a novemberi műtétet követően az év hátralévő részére táppénzre küldték.
A 2000–01-es szezonban játékonként átlagosan 15 percet töltött pályán; térdsérülés miatt az utolsó négy mérkőzésen nem vehetett részt. Harmadik évében társ-csapatkapitánynak választották, a KOMO rádióadó pedig az év védőjének nevezte.
Utolsó évében csapatkapitány volt. Pszichológia és kommunikáció szakokon szerzett diplomát.

## Edzőként
Diplomaszerzését követően a Federal Way-i Baden Sports sportszerforgalmazó értékesítője lett. Egy szezonban a Eastside Catholic High School helyettes edzője, majd 2004 és 2007 között a Bellevue-i Közösségi Főiskola nőikosárlabda-vezetőedzője volt. Első szezonjában csak négy, a másodikban már 22 játékot nyertek. 2007 és 2010 között az Eastern Washington Eagles edzőhelyettese és toborzója volt; a csapat 2010-ben a Big Sky Conference bajnoka, Julie Piper pedig a konferencia év játékosa lett.
2011 és 2014 között a Portland Pilots edzőhelyettese, 2014 és 2019 között pedig vezetőedzője volt.

## Statisztika
| Szezon    | Csapat             | GP                    | Pontok                | FG%                   | 3P%                   | FT%                   | RPG                   | APG                   | SPG                   | BPG                   | PPG                   |
| --------- | ------------------ | --------------------- | --------------------- | --------------------- | --------------------- | --------------------- | --------------------- | --------------------- | --------------------- | --------------------- | --------------------- |
| 1998–99   | Washington Huskies | 28                    | 91                    | 41,1%                 | 37,5%                 | 50%                   | 2                     | 0,5                   | 0,4                   | 0,1                   | 3,3                   |
| 1999–00   | Washington Huskies | Egészségügyi távollét | Egészségügyi távollét | Egészségügyi távollét | Egészségügyi távollét | Egészségügyi távollét | Egészségügyi távollét | Egészségügyi távollét | Egészségügyi távollét | Egészségügyi távollét | Egészségügyi távollét |
| 2000–01   | Washington Huskies | 27                    | 63                    | 36,9%                 | 46,2%                 | 56,3%                 | 1,7                   | 0,5                   | 0,3                   | –                     | 2,3                   |
| 2001–02   | Washington Huskies | 30                    | 75                    | 28%                   | 15%                   | 74,1%                 | 2,9                   | 1,5                   | 0,8                   | 0                     | 2,5                   |
| 2002–03   | Washington Huskies | 29                    | 60                    | 34%                   | 41,2%                 | 68%                   | 2                     | 0,7                   | 0,3                   | 0                     | 2,1                   |
| Összesen: | Összesen:          | 114                   | 289                   | 34,9%                 | 102,8%                | 71,4%                 | 29                    | 0,9                   | 0,5                   | 0                     | 2,5                   |

## Eredményei vezetőedzőként
| Szezon                                  | Eredmény                                | Eredmény                                | Helyezés                                |
| Szezon                                  | Összesített                             | Konferencia                             | Helyezés                                |
| Portland Pilots (West Coast Conference) | Portland Pilots (West Coast Conference) | Portland Pilots (West Coast Conference) | Portland Pilots (West Coast Conference) |
| --------------------------------------- | --------------------------------------- | --------------------------------------- | --------------------------------------- |
| 2014–15                                 | 4–26                                    | 2–16                                    | 8.                                      |
| 2015–16                                 | 3–27                                    | 1–17                                    | 10.                                     |
| 2016–17                                 | 6–24                                    | 4–14                                    | 10.                                     |
| 2017–18                                 | 7–23                                    | 3–15                                    | 10.                                     |
| 2018–19                                 | 13–17                                   | 5–13                                    | 8.                                      |
| Összesen:                               | 33–117 (.220)                           | 15–75 (.167)                            | –                                       |

## Fordítás
- Ez a szócikk részben vagy egészben  a   Cheryl Sorenson című angol Wikipédia-szócikk ezen változatának fordításán alapul.  Az eredeti cikk szerkesztőit annak laptörténete sorolja fel. Ez a jelzés csupán a megfogalmazás eredetét és a szerzői jogokat jelzi, nem szolgál a cikkben szereplő információk forrásmegjelöléseként.